# Nicolaus Schmidt
Nicolaus Schmidt (Arnis, 1 de enero de 1953) es un artista e historiador alemán.

## Biografía
Nicolaus Schmidt estudió en la Universidad de Artes Visuales de Hamburgo a principios de los años 70. Schmidt siempre ha contemplado la creación artística como uno entre diversos campos de actuación. En su etapa universitaria fundó la „Rosa”, una de las primeras revistas del incipiente movimiento gay. En los años 80 sumó a su actividad artística la militancia en favor de la ayuda al desarrollo. Entre 1984 y 1988 fue coordinador general de la organización de ayuda a la infancia Terre des hommes Alemania. Desde 1991 vive como artista visual independiente en Prenzlauer Berg (Berlín).

## Obra
Intervenciones

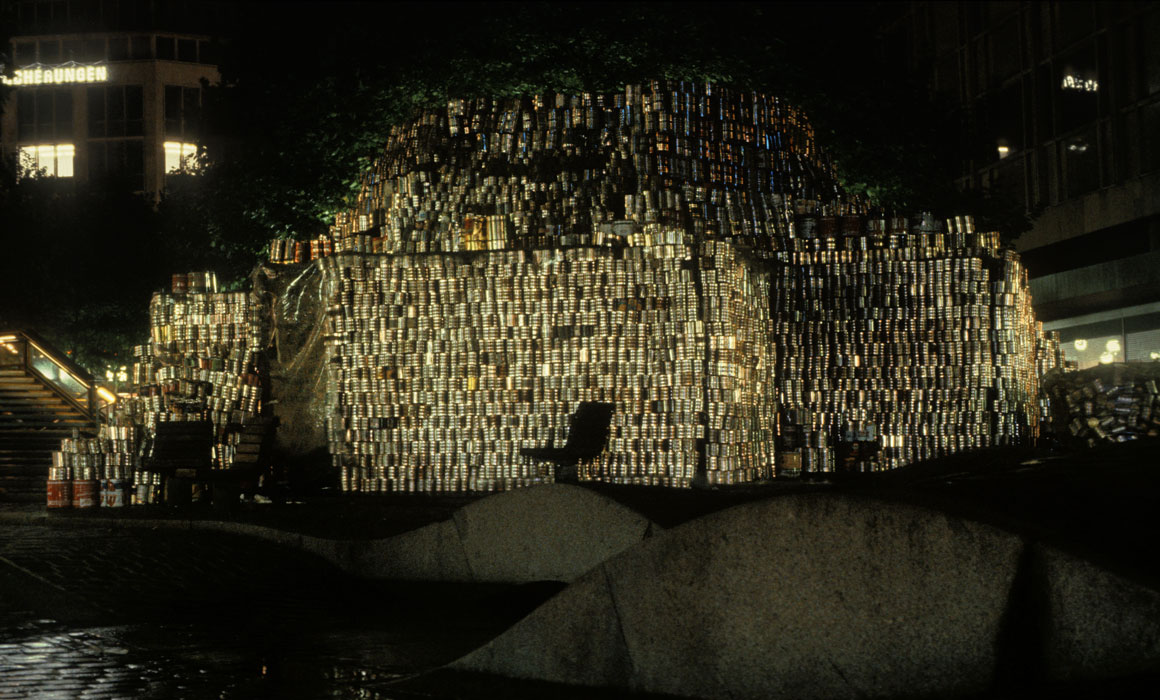
Acción Cerro Rico, Hamburgo 1982.

En 1982, Nicolaus Schmidt unió el arte en el espacio público con la lucha en favor de la ayuda al desarrollo en la “Acción Cerro Rico”. Gracias a una campaña mediática se recogieron 100.000 latas de aluminio. Con ellas se formó de manera simbólica en una gran montaña plateada en el centro de Hamburgo, haciendo referencia a la montaña homónima (al Cerro Rico) de Potosí, Bolivia. Con esta acción quería recordar el saqueo histórico de la riqueza de los pueblos sudamericanos por parte de las naciones europeas y llamar la atención ante el problema actual del trabajo infantil en esta montaña, de más de 4000 metros de altura. La Acción Cerro Rico ha servido como ejemplo a otras muchas campañas de sensibilización en favor de la ayuda al desarrollo.

Una actividad actual en el espacio público es su colaboración con Christoph Radke en ¡RECONSTRUCCIÓN! durante el décimo „Portes Obertes“ en el Cabanyal, Valencia, en 2008. En este proyecto los artistas protestan contra la demolición parcial del barrio, de gran valor histórico y arquitectónico, contemplada en un proyecto urbanístico destinado a mejorar la conexión del centro de Valencia con la playa.
Proyectos (Pintura y Fotografía)

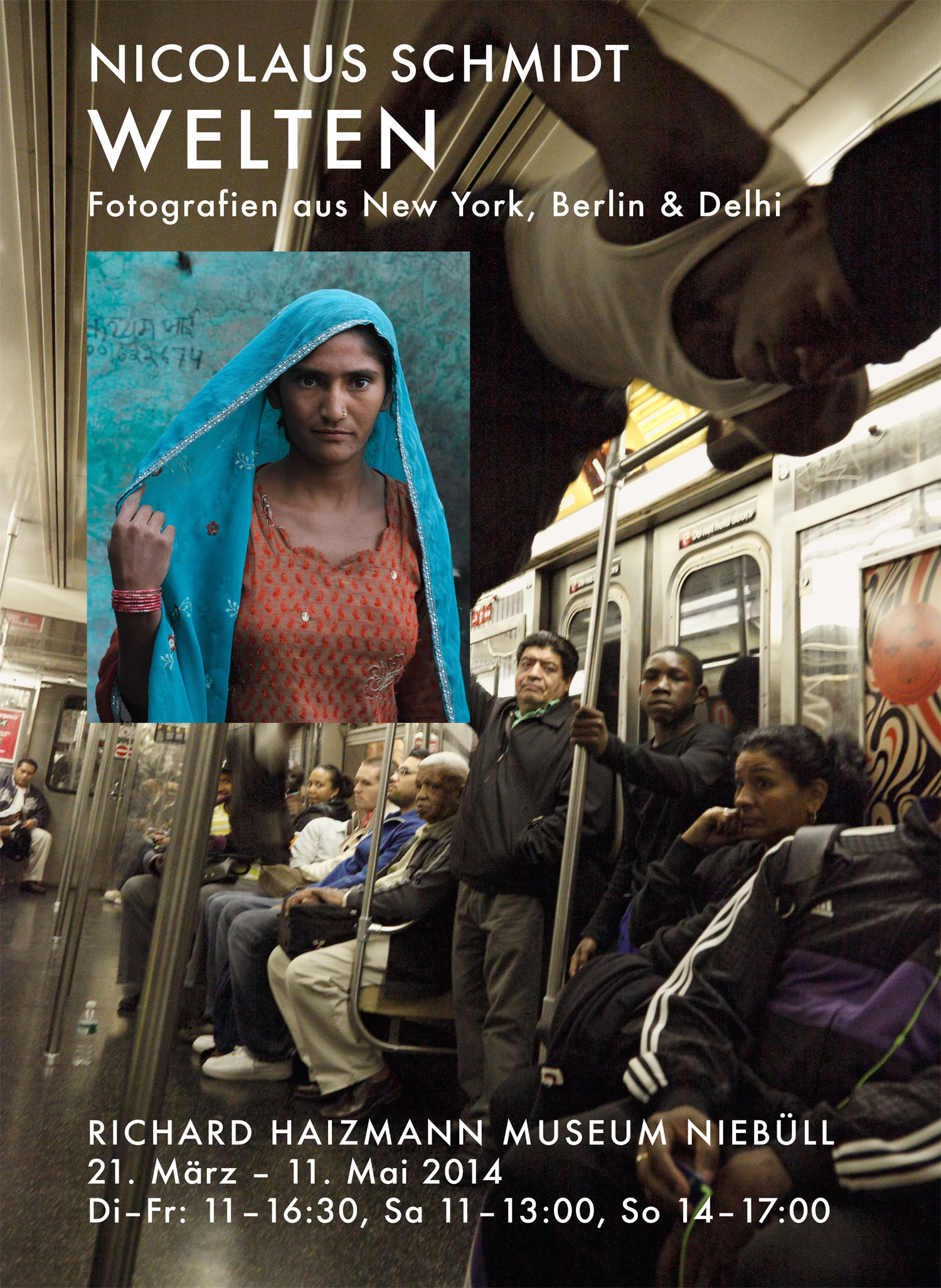
Nicolaus Schmidt, cartel exposición WELTEN, Richard Haizmann Museum - museo de arte moderna Niebüll

Desde finales de los años 80 Nicolaus Schmidt se dedica a los morfogramas. Los morfogramas son signos fuertemente reducidos, desarrollados por Schmidt a partir de formas de cuerpos humanos. Ideados como pintura o trabajos gráficos, más adelante han dado lugar a obras con relieve. 
Desde 2004, Nicolaus Schmidt trabaja en el proyecto “Cosmografía Gayhane” (”Kosmographie Gayhane”), que presenta una amalgama de las culturas oriental y occidental. El proyecto gira en torno a una de las peculiaridades de la vida nocturna berlinesa. En él, Schmidt combina retratos fotográficos de participantes en las fiestas “gay-lésbicas” turcas „Gayhane“ en el club berlinés SO 36 con sus signos morfográficos, evolucionados a caracteres de apariencia árabe.
Además, en 2007 nace de la colaboración con breakdancers neoyorquinos el NYBP (Nueva York Breakdancers Project).

## Exposiciones
- 1987: Ve-Vie-Lu, Kunstverein Geheim, Hamburgo
- 1992: Galerie Graf & Schelble, Basilea
- 1994: Morphogramme, städtisches Museum Flensburg
- 1997: 26 Morphogramme eines jungen Mannes (26 Morfogramas de un joven), Galerie ACUD, Berlín.
- 2006: Gayhane, Ebene +14, Hamburgo
- 2008: Kosmographie Gayhane, Deutsches Haus at NYU, Nueva York
- 2008: RECONSTRUCCIÓN!, X. Portes Obertes, Valencia, España
- 2015: Diversity and Strength – Photographs of Women in India, India International Centre, Nueva Delhi, India
- 2018: Alemania en Vietnam, Deutsches Haus Ciudad Ho Chi Minh, Ciudad Ho Chi Minh

### Arte
- Kunstverein Flensburg e.V.: Klaus Schmidt – Morphogramme, Flensburg 1994.
- Nicolaus Schmidt, Breakin' the City, Kerber Verlag, Bielefeld, 2010, ISBN 978-3-86678-453-6.
- Nicolaus Schmidt, Facebook: friends, Hrsg. Michael W. Schmalfuss, Kerber Verlag, Bielefeld 2011, ISBN 978-3-86678-578-6
- Nicolaus Schmidt, Astor Place • Broadway • New York, Kerber Verlag, Bielefeld, 2013, ISBN 978-3-86678-806-0.
- Priyanka Dubey & Nicolaus Schmidt, INDIA • WOMEN, Hrsg. Doreet LeVitte-Harten, Kerber Verlag, Bielefeld, 2014, ISBN 978-3-86678-990-6

### Historia
- Nicolaus Schmidt, Die Ausmalung des Kappelner Rathaussaales 1937 – die andere Seite der Biografie des Gerhart Bettermann, in: Kunstgeschichte, Open Peer Reviewed Journal, Artikel, 2011
- Nicolaus Schmidt, Willi Lassen – eine biografische Skizze. In: Demokratische Geschichte. Bd. 26, Schleswig-Holsteinischer Geschichtsverlag, 2015,
- Nicolaus Schmidt: Arnis – 1667 2017 – Die kleinste Stadt Deutschlands, Wachholtz-Verlag 2017 ISBN 978-3-933862-49-5
- Nicolaus Schmidt: Viet Duc, Deutsch-vietnamesische Biografien als Spiegel der Geschichte, Kerber Verlag, Bielefeld 2018, ISBN 978-3-7356-0484-2